# Pavetta platyclada
Pavetta platyclada är en måreväxtart som beskrevs av Karl Moritz Schumann och Carl Karl Adolf Georg Lauterbach. Pavetta platyclada ingår i släktet Pavetta och familjen måreväxter. Inga underarter finns listade i Catalogue of Life.